# Anchiornis
Anchiornis je bila jedna od najmanjih i najlakših vrsta poznatih dinosaura. Fosili ovog dinosaura su pronađeni u kineskoj pokrajini Liaoning, te su stari oko 160 milijuna godina.
Anchiornisi su bili prekriveni perjem.

## Vanjske poveznice
- (eng.) Life restoration of Anchiornis huxleyi by paleoartist Julius T. Csotonyi  Arhivirana inačica izvorne stranice od 16. veljače 2011. (Wayback Machine)
- (eng.) Reconstructed image of Anchiornis huxleyi with full-body color patterns as described by Li et al., National Geographic